# Arnošt Kreuz
Arnošt Kreuz, németül: Ernst Kreuz (Neštěmice, 1912. május 9. – Harksheide, NSZK,  1974. február 9.) csehszlovák válogatott cseh labdarúgó, csatár.

## Pályafutása

### Klubcsapatban
A DSK Brüx csapatában kezdte a labdarúgást. 1929-ben a Teplitzer FK első csapatában mutatkozott be az élvonalban. 1933–34-ben a Sparta Praha labdarúgója volt és két bajnoki ezüstérmet szerzett a csapattal. 1935–36-ban a DFC Prag, majd az SK Pardubice játékosa volt. 1941-ben pardubicei játékosként fejezte be az aktív labdarúgást.

### A válogatottban
1931 és 1938 között három alkalommal szerepelt a csehszlovák válogatottban. Tagja volt az 1938-as franciaországi világbajnokságon részt vevő csapatnak.

## Sikerei, díjai
Sparta Praha
- Csehszlovák bajnokság
  - 2.: 1932–33, 1933–34